# Olga Katrieczko
Olga Leonidowna Katrieczko (ros. Ольга Леонидовна Катрéчко; ur. 17 lipca 1951 w Tambowie, zm. 17 lipca 2011 w Dubnej) – rosyjska tłumaczka powieści Katarzyny Grocholi i Olgi Tokarczuk.

## Życiorys
W 1976 roku ukończyła studia z literatury i języka polskiego Wydziale Filologicznym Moskiewskiego Uniwersytetu Państwowego im. M. W. Łomonosowa.  Od 1992 roku do śmierci pracowała jako starszy wykładowca w Katedrze Języków Europejskich Rosyjskiego Państwowego Uniwersytetu Humanistycznego ucząc języka polskiego. Została pochowana na cmentarzu Dołgoprudnieńskim, a w 2016 roku przeniesiona na inny cmentarz.

## Tłumaczenia
- 2011: Katarzyna Grochola Triepet kryljew (Trzepot skrzydeł) Moskwa 2011[5]
- 2006: Olga Tokarczuk Gra na wielu bębenkach – Игра на разных барабанах (współautor)[6]
- 2005: Olga Tokarczuk Dom dzienny, dom nocny – Дом дневной, дом ночной[6]
- 2005: Ja wam pokażu! (Ja wam pokażę!) Moskwa 2005[5]
- 2003: Katarzyna Grochola Nikogda w żyzni (Nigdy w życiu)  Moskva 2003[7]
- 2003: Katarzyna Grochola Serdce w gipsie (Serce na temblaku) Moskwa 2003[5]